# Tetragnatha fragilis
Tetragnatha fragilis är en spindelart som beskrevs av Arthur M. Chickering 1957. Tetragnatha fragilis ingår i släktet sträckkäkspindlar, och familjen käkspindlar.
Artens utbredningsområde är Panama. Inga underarter finns listade i Catalogue of Life.